# Дорогуськ (гміна)
Гміна Дорогуськ (пол. Gmina Dorohusk) — сільська гміна у східній Польщі. Належить до Холмського повіту Люблінського воєводства.
Станом на 31 грудня 2011 у гміні проживало 6861 особа.

## Площа
Згідно з даними за 2007 рік площа гміни становила 192.42 км², у тому числі:
- орні землі: 68,00%
- ліси: 17,00%

Таким чином, площа гміни становить 10,81% площі повіту.

## Населення
Станом на 31 грудня 2011:
| Опис     | Загалом | Загалом | Чоловіки | Чоловіки | Жінки | Жінки |
| -------- | ------- | ------- | -------- | -------- | ----- | ----- |
| одиниця  | осіб    | %       | осіб     | %        | осіб  | %     |
| все      | 6861    | 100     | 3364     | 49.03    | 3497  | 50.97 |
| міське   | 0       | 100     | 0        |          | 0     |       |
| сільське | 6861    | 100     | 3364     | 49.03    | 3497  | 50.97 |

### Села гміни
Ґміну Дорогуськ складають 34 села:
- Барбарувка
- Бердище
- Березно
- Вулька-Окопська
- Вулька-Окопська (лісова осада)
- Гусинне
- Добрилувка
- Дорогуськ-Осада
- Дорогуськ
- Заласоче
- Замешче
- Зановіне
- Кемпа
- Колемчиці
- Крочин (колонія)
- Людвінув
- Лядениська
- Майдан-Скордьовський
- Мишковець
- Міхалувка
- Мосьциська
- Окопи
- Окопи-Колонія
- Оленувка
- Острув
- Пограниче
- Пушкі
- Скордюв
- Свірже
- Стефанів (колонія)
- Турка

## Сусідні гміни
Гміна Дорогуськ межує з такими гмінами: Дубенка, Жмудь, Камінь, Руда Гута, Холм.

## Історія
Гміна Дорогуськ була утворена у 1973 р. внаслідок об'єднання колишніх гмін Турка (з центром у Дорогуську) та Свірже. За даними Варшавського статистичного комітету, у 1909 р. у гміні Турка мешкало 17,9 тис. осіб, у тому числі 54,3% православних і 11,66% римо-католиків (у 1905 р.: 52,7% православних, 13,6% римо-католиків). У гміні Свірже: 11,8 тис. осіб, у тому числі 43,2% православних, 38,2% римо-католиків (у 1905 р: 50,3% православних, 34,6% римо-католиків).